# Tracy Delatte
Pour les articles homonymes, voir Delatte.
Tracy Delatte, né le 22 décembre 1956 à La Nouvelle-Orléans, est un ancien joueur américain de tennis.

## Palmarès

### Titres en double messieurs
| No | Date       | Nom et lieu du tournoi                 | Catégorie | Dotation  | Surface      | Partenaire         | Finalistes                    | Score         |  |
| -- | ---------- | -------------------------------------- | --------- | --------- | ------------ | ------------------ | ----------------------------- | ------------- |  |
| 1  | 03-05-1982 | WCT Tournament of Champions New York   |           | 300 000 $ | Terre (ext.) | Johan Kriek        | Dick Stockton Erik van Dillen | 6-4, 3-6, 6-3 |  |
| 2  | 02-05-1983 | WCT Tournament of Champions New York   |           | 300 000 $ | Terre (ext.) | Johan Kriek        | Kevin Curren Steve Denton     | 6-7, 7-5, 6-3 |  |
| 3  | 19-11-1984 | Altech South African Open Johannesburg |           | 300 000 $ | Dur (ext.)   | Francisco González | Steve Meister Eliot Teltscher | 7-6, 6-1      |  |

### Finales en double messieurs
| No | Date       | Nom et lieu du tournoi                            | Catégorie | Dotation  | Surface         | Vainqueurs                    | Partenaire  | Score         |          |
| -- | ---------- | ------------------------------------------------- | --------- | --------- | --------------- | ----------------------------- | ----------- | ------------- | -------- |
| 1  | 23-03-1981 | Napa Open Napa                                    |           | 50 000 $  | Dur (ext.)      | Rick Meyer Chris Mayotte      | John Hayes  | 3-6, 7-6, 6-4 |          |
| 2  | 20-04-1981 | Alan King/Caesars Palace Tennis Classic Las Vegas |           | 300 000 $ | Dur (ext.)      | Peter Fleming John McEnroe    | Trey Waltke | 6-3, 7-6      |          |
| 3  | 22-02-1982 | Copa Monterrey Monterrey                          |           | 300 000 $ | Moquette (int.) | Victor Amaya Hank Pfister     | Mel Purcell | 6-3, 6-7, 6-3 | Parcours |
| 4  | 08-03-1982 | Tournoi de tennis de Bruxelles Bruxelles          |           | 250 000 $ | Moquette (int.) | Pavel Složil Sherwood Stewart | Chris Dunk  | 6-4, 6-7, 7-5 |          |
| 5  | 14-12-1982 | Hartford WCT Hartford                             |           | NC $      | Moquette (int.) | Robert Lutz Dick Stockton     | Mike Cahill | 3-6, 6-2, 6-3 |          |
| 6  | 25-04-1983 | Alan King/Caesars Palace Tennis Classic Las Vegas |           | 250 000 $ | Dur (ext.)      | Kevin Curren Steve Denton     | Johan Kriek | 6-3, 7-5      |          |